# Юкка Раухала
Юкка Матті Раухала (фін. Jukka Matti Rauhala; нар. 1 березня 1959, Муураме, Центральна Фінляндія) — фінський борець вільного стилю, чотириразовий чемпіон Північних чемпіонатів, бронзовий призер Олімпійських ігор.

## Життєпис
Боротьбою почав займатися з 1966 року. Виступав за борцівський клуб «Teuvan Rivakka» Теува. Тренери — Вейкко Раухала (його батько), Тойво Сілланпяє.
Найкращого результату в кар'єрі Юкка Раухала досяг на Олімпійських іграх 1984 року, де він виграв свою єдину велику міжнародну медаль — бронзу. За свою кар'єру Раухала також брав участь в Олімпіаді 1988 року, п'яти чемпіонатах світу (1981-83, 1986-87) і восьми чемпіонатах Європи (1980-82, 1984-88), його найкращим місцем було четверте місце в 1981, 1986 і 1987 роках на європейській першості. Він завоював дев'ять титулів чемпіона Фінляндії (1976 у найлегшій вазі, 1977 у найлегшій вазі, 1978 і 1979 у напівлегкій вазі та 1981-83, 1985 та 1986 в легкій вазі).
Раухала закінчив Гельсінський технологічний університет зі ступенем магістра технологічних наук у 1985 році, зосередившись на економіці промисловості та комп'ютерних науках. Після роботи бізнес-аналітиком в OKO Bank Finland у 1984-85 роках, він працював в компанії Hewlett-Packard у 1985-99 роках, починаючи системним інженером і менеджером з маркетингу в офісі у Фінляндії та завершивши свою кар'єру в них як бізнес-менеджер в Сингапурі. З 1999 по 2002 рік Раухала був директором і генеральним менеджером із роботи з клієнтами мобільного інтернету в Nokia Corporation, а потім, з 2002 по 2009 рік, працював в інвестиційній компанії Nordic Venture Partners. З 2010 року — директор ТОВ «Технополіс», що спеціалізується на оренді площ та наданні послуг із супроводу бізнесу.
У 1988-96 роках Раухала був членом правління Федерації боротьби Фінляндії, а в 1993-96 роках і з 2008 року був членом ради директорів Олімпійського комітету Фінляндії. У 2008 році він став президентом Фінської федерації боротьби.
Його молодший брат Пекка також представляв Фінляндію у вільній боротьбі на чотирьох Олімпійських іграх, чотириразовий срібний призер чемпіонатів Європи, а його дядько Калерво виграв срібну медаль у греко-римській боротьбі в середній вазі на Олімпіаді 1952 року та бронзову медаль чемпіонату світу 1953 року.

## Спортивні результати на міжнародних змаганнях

### Виступи на Олімпіадах
| Змагання                    | Збірна    | Вагова категорія          | Місце  |
| --------------------------- | --------- | ------------------------- | ------ |
| Літні Олімпійські ігри 1984 | Фінляндія | вільна боротьба, до 68 кг | Бронза |
| Літні Олімпійські ігри 1988 | Фінляндія | вільна боротьба, до 68 кг | 6      |

### Виступи на Чемпіонатах світу
| Змагання                        | Збірна    | Вагова категорія          | Місце |
| ------------------------------- | --------- | ------------------------- | ----- |
| Чемпіонат світу з боротьби 1982 | Фінляндія | вільна боротьба, до 68 кг | 16    |
| Чемпіонат світу з боротьби 1983 | Фінляндія | вільна боротьба, до 68 кг | 10    |
| Чемпіонат світу з боротьби 1986 | Фінляндія | вільна боротьба, до 68 кг | 5     |
| Чемпіонат світу з боротьби 1987 | Фінляндія | вільна боротьба, до 68 кг | 11    |

### Виступи на Чемпіонатах Європи
| Змагання                         | Збірна    | Вагова категорія          | Місце |
| -------------------------------- | --------- | ------------------------- | ----- |
| Чемпіонат Європи з боротьби 1980 | Фінляндія | вільна боротьба, до 62 кг | 11    |
| Чемпіонат Європи з боротьби 1981 | Фінляндія | вільна боротьба, до 68 кг | 4     |
| Чемпіонат Європи з боротьби 1982 | Фінляндія | вільна боротьба, до 68 кг | 5     |
| Чемпіонат Європи з боротьби 1986 | Фінляндія | вільна боротьба, до 68 кг | 4     |
| Чемпіонат Європи з боротьби 1987 | Фінляндія | вільна боротьба, до 68 кг | 4     |
| Чемпіонат Європи з боротьби 1988 | Фінляндія | вільна боротьба, до 68 кг | 14    |

### Виступи на Північних чемпіонатах
| Змагання                            | Збірна    | Вагова категорія          | Місце  |
| ----------------------------------- | --------- | ------------------------- | ------ |
| Північний чемпіонат з боротьби 1975 | Фінляндія | вільна боротьба, до 48 кг | Золото |
| Північний чемпіонат з боротьби 1976 | Фінляндія | вільна боротьба, до 52 кг | Срібло |
| Північний чемпіонат з боротьби 1977 | Фінляндія | вільна боротьба, до 57 кг | Золото |
| Північний чемпіонат з боротьби 1978 | Фінляндія | вільна боротьба, до 57 кг | Золото |
| Північний чемпіонат з боротьби 1979 | Фінляндія | вільна боротьба, до 62 кг | Золото |

### Виступи на інших змаганнях
| Змагання                                      | Збірна    | Вагова категорія          | Місце  |
| --------------------------------------------- | --------- | ------------------------- | ------ |
| Чемпіонат Європейського ринку з боротьби 1979 | Фінляндія | вільна боротьба, до 62 кг | Срібло |
| Гран-прі Німеччини з боротьби 1984            | Фінляндія | вільна боротьба, до 68 кг | Золото |
| Гран-прі Німеччини з боротьби 1985            | Фінляндія | вільна боротьба, до 68 кг | 9      |
| Гран-прі Німеччини з боротьби 1987            | Фінляндія | вільна боротьба, до 68 кг | Бронза |

### Виступи на змаганнях молодших вікових груп
| Змагання                                          | Збірна    | Вагова категорія                 | Місце  |
| ------------------------------------------------- | --------- | -------------------------------- | ------ |
| Північний чемпіонат з боротьби серед юніорів 1976 | Фінляндія | греко-римська боротьба, до 57 кг | Золото |
| Чемпіонат світу з боротьби серед юніорів 1979     | Фінляндія | вільна боротьба, до 62 кг        | 5      |